# Ольховчик (Закарпатская область)
Ольховчик (укр. Вільхівчик) — село в Ольховецкой сельской общине Тячевского района Закарпатской области Украины.
Население по переписи 2001 года составляло 1441 человек. Почтовый индекс — 90543. Телефонный код — 03134. Код КОАТУУ — 2124485802.